# 6 a. C.
El año 6 a. C. fue un año común comenzado en domingo o lunes (las fuentes difieren) del calendario juliano. También fue un año común comenzado en viernes del calendario juliano proléptico. En aquella época, era conocido como el Año del consulado de Balbus y Vetus (o menos frecuentemente, año 748 Ab urbe condita).

## Acontecimientos
- César Augusto envía hurones (llamados ("viverrae" por Plinio) a las Islas Baleares para controlar una plaga de conejos.
- Tiberio es enviado a Armenia, luego se retira a Rodas.
- 14 de septiembre: Júpiter y Saturno alcanzaron su culmen a medianoche. Este evento es reflejo de que Júpiter estaba pasando por delante de Saturno (como cada 20 años de promedio) pero también se sumó la Tierra produciéndose la doble oposición y su visibilidad a medianoche en el culmen. En el plano de órbitas la alineación fue (SOL)-Tierra-Júpiter-Saturno. Mientras Júpiter pasa por delante de Saturno cada 20 años, la coincidencia de la Tierra con ambos es una situación muy excepcional en un rango de tiempo mucho más amplio.

## En la religión
- Según la Biblia, Herodes el Grande actuaría con dureza con los fariseos, que anunciaron que con el nacimiento del mesías el fin de su reino se aproxima.
- Probable nacimiento de Jesús de Nazaret (entre el 4 a. C. y este año).